# Gert Cannaerts
Gert Cannaerts (Balen, 5 juli 1967) is een Belgische voormalig voetballer. Hij speelde midden jaren 90 voor de KFC Lommelse SK. Met het rugnummer 7 was hij de leidende figuur in het elftal dat verder bestond uit Jacky Mathijssen, Gène Hanssen, Jean-Claude Mukanya, Daniel Scavone, Tom Vandervee, Harm van Veldhoven, Ronny Vangeneugden, Tom Van Mol, Marc Hendrikx en Mirek Waligora. 
Na zijn actieve carrière als voetballer werd de geboren Herentalsenaar onder meer trainer van Verbroedering Meerhout, FC Lille en ESK Leopoldsburg. Cannaerts was ook oefenmeester bij KVK Beringen en KTH Diest. Later trainde hij nog KVV Heusden-Zolder.